# Offers (film)
Offers is een Nederlandse film uit 2005, uitgebracht als televisiefilm van Dana Nechushtan. De hoofdrollen zijn voor Jacob Derwig en Maryam Hassouni. De film werd grotendeels opgenomen in Amsterdam en Parijs, en behandelt terrorisme en vooral de personen die zichzelf opblazen in West-Europese steden.
Offers springt net als de film Staatsgevaarlijk in op de toenmalige dreiging van terrorisme in Nederland en omstreken.
- Maryam Hassouni won in 2006, een Emmy Award voor haar rol van Laila el Gatawi in Offers.

## Verhaal
Een politieagent infiltreert in een terroristische organisatie. Zo kan hij achter hun plannen komen voor een mogelijke aanslag. Maar hij raakt verstrikt in een web van tegengestelde belangen.

## Rolverdeling
- Jacob Derwig - Haron
- Maryam Hassouni - Laila
- Tygo Gernandt - Kevin
- Mohammed Azaay - Hafid
- Aus Greidanus sr. - Stokvis
- Ricky Koole - Lidy
- Mimi Ferrer - Alisha
- Sabri Saad El Hamus - Mokhtar
- Stefan de Walle - Buiter